# Seligeria pseudodonniana
Seligeria pseudodonniana là một loài rêu trong họ Seligeriaceae. Loài này được Tad. Suzuki & Z. Iwats. mô tả khoa học đầu tiên năm 2003.